# Leuciscinae
Leuciscinae es una subfamilia de peces actinopterigios incluida en la familia Cyprinidae.

## Géneros
Leuciscinae incluye los siguientes géneros:
- Abramis
- Alburnoides
- Alburnus
- Aspius
- Chalcalburnus
- Chondrostoma
- Ctenopharyngodon
- Eremichthys
- Hybopsis
- Leucaspius
- Leuciscus
- Meda
- Moapa
- Mylopharyngodon
- Notropis
- Phoxinus
- Pimephales
- Pseudophoxinus
- Ptychocheilus
- Rhinichthys
- Rutilus
- Scardinius
- Tinca
- Tribolodon
- Vimba